# Čokoládová rýže
Čokoládová rýže je posypka z malých zrnek, která připomínají kroupy. Jedná se o typickou nizozemskou posypku. Nizozemsky se nazývá hagelslag (doslova „krupobití“) a je běžnou součástí nizozemské, belgické, indonéské a surinamské kuchyně. Tradičně se sype na chleba nebo na jiný druh pečiva potřený máslem či margarínem.  Lze ji ale také sehnat v obchodech s cukrářskými potřebami jako ozdobu na dort.